# Somatidia nitida
Somatidia nitida là một loài bọ cánh cứng trong họ Cerambycidae.